# Lijst van heersers van Joigny
Dit is een lijst van heersers van Joigny. Joigny is thans een Frans stadje in de buurt van Auxerre (Bourgondië). Tussen 996 en 999 liet Reinout van Sens een vesting bouwen in Joigny, aan de grens van zijn graafschap. Sinds de 11e eeuw was het de hoofdplaats van een graafschap. In 1337 ruilde de echtgenoot van Johanna van Joigny met Jan van Noyers. Nog later kwam het graafschap in handen van de familie La Trémoïlle.
- ? - 1042 : Godfried I
- 1042 - ? : Godfried II, zoon,
- ? - ? : Steven van Vaux
- ? - 1080 : Godfried III, zoon,
- 1080-1096 : Godfried IV, zoon,
- 1096-1150 : Reinout III, zoon,
- 1150 - ? Gwijde, zoon,
- ? - 1179 : Reinout IV, broer,
- 1179-1219 : Willem I, zoon,
- 1219-1222 : Peter, zoon,
- 1222-1255 : Willem II, halfbroer,
- 1255-1282 : Willem III, zoon,
- 1282-1324 : Jan I, zoon
- 1324-1337 : Johanna, dochter.